# Pyramidenmesser
Ein Pyramidenmesser oder Kreuzmesser ist eine Vorrichtung zum Öffnen von textilen Behältnissen, aus denen Schüttgüter entnommen werden (z. B. Bigbags).
Da die Verpackung durch den Öffnungsvorgang zerstört wird, eignet sich das Pyramidenmesser nur für Einwegverpackungen. Ferner ist durch die Zerstörung nur ein einmaliges Öffnen des Gebindes möglich.
Die Konstruktion besteht in der Regel aus vier messerartigen Streben, die sich in einer Spitze treffen. Beim Aufsetzen des Gebindes wird ohne manuelles Zutun ein Schnitt geführt, der durch die pyramidenförmige Schnittgeometrie eine Form für einen darunter befindlichen Trichter ergibt, durch den anschließend das Schüttgut entnommen werden kann.